# Château Léoville-Barton
Koordinaten: 45° 9′ 26″ N, 0° 44′ 17,4″ W

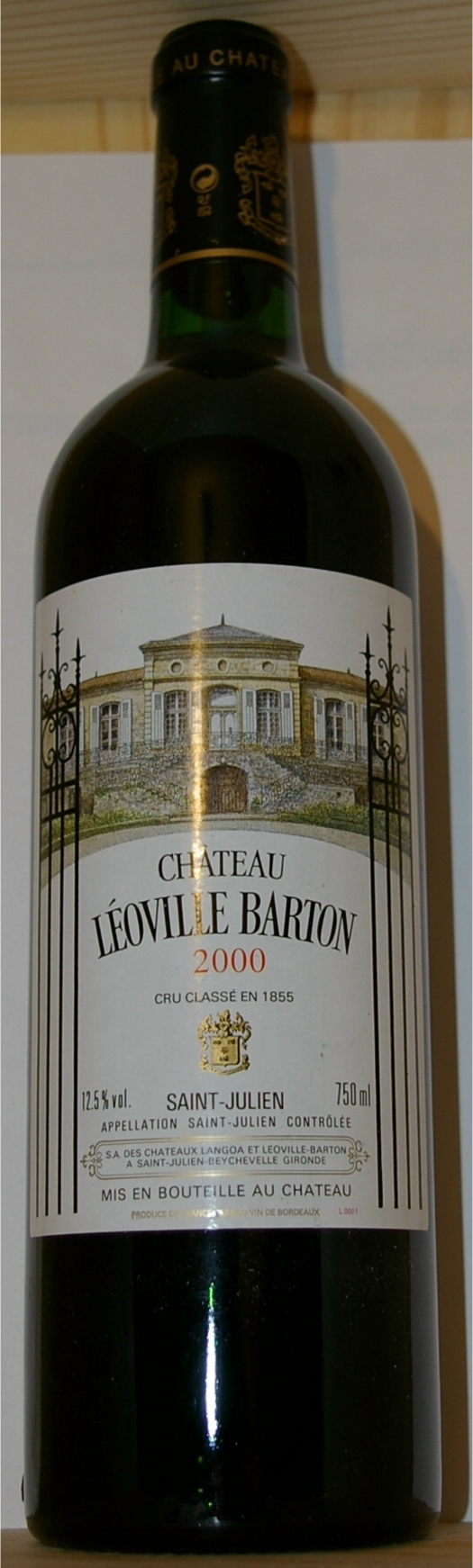
Eine Flasche Leoville Barton des Jahrgangs 2000

Das Château Léoville-Barton ist eines der berühmtesten Weingüter von Bordeaux. Seit der Klassifikation von 1855 ist das Weingut als Deuxième Grand Cru Classé eingestuft; das ist die zweithöchste Stufe der Klassifikationen.
Es liegt in Saint-Julien, in unmittelbarer Nachbarschaft zum Ort Pauillac, an der „Route du Vin“, der Départementstraße No. 2.

## Wein
Die drei Güter Léoville (las Cases, Barton und Poyferré) gehörten bis ins 18. Jahrhundert zusammen. Barton ist das kleinste von ihnen und fertigt den zweitbesten Wein hinter Las Cases.
Der Wein von Barton wird auf dem benachbarten Château Langoa-Barton ausgebaut, unter strikter Wahrung der Trennung der unterschiedlich klassifizierten Gewächse. Beide Güter stehen im Besitz der irischstämmigen Weinhändlerfamilie Barton. Der Inhaber, Anthony Barton, ist ein Mann in den Siebzigern, ein Original und einer der Grandseigneurs des Bordeauxweines. Er ist ein äußerst unterhaltsamer Mensch, eine Menge Anekdoten sind von ihm bekannt. Die bekannteste ist wohl seine Einschätzung zur Doppelflasche Magnum:

„Eine Magnum-Flasche? Genau die richtige Größe für einen schönen Abend. Vorausgesetzt, man beginnt mit einem Champagner, man endet das Menu mit einem Sauternes, und man ist allein daheim…“

Die besten je entstandenen Weine dieses Produzenten bislang sind die aus den Jahrgängen 1990 und 1996 und vor allem 2000 (96 von 100 möglichen Punkten nach der Weinbewertung von Robert Parker). Eine Flasche dieser Jahrgänge ist selten unter 120 Euro zu erstehen (Stand 2006).
Château Léoville-Barton wird vom Önologen Jacques Boissenot sowie dessen Sohn Eric begleitet und beraten.

## Geschichte
Die Rebflächen des Château sind Teil des ehemals großen Besitzes von Léoville: Anfang des 17. Jahrhunderts gehörten die Ländereien entlang der Gironde zur Seigneurie de Lamarque. Es war ein Verdienst der Holländer, die Feuchtflächen entlang des Flusses trockengelegt zu haben. Auf einer frühzeitig trockengelegten Fläche auf einer höher gelegenen Kieskuppe wurden im Jahr 1638 erste Nutzflächen angelegt. Es war die Familie de Moytié, die ab der zweiten Hälfte des 17. Jahrhunderts hier mit dem Weinanbau begann. Später erhielt die Kieskuppe den Namen Mont Moytié. Im Jahr 1707 übernahm der Politiker und Präsident des Parlaments von Bordeaux den Besitz und vermachte ihn später an seine beiden Töchter. Eine der Frauen heiratete den einflussreichen Blaise Antoine Alexandre de Gasq, Seigneur von Léoville und ebenfalls Mitglied des Parlaments von Bordeaux. Nach einer Erbstreiterei der Töchter Moytiés gelang es de Gasq, die getrennten Besitztümer wieder zu vereinen. Die Flächen reichten von Château Beychevelle im Süden bis an das Château Latour in Pauillac im Norden.
De Gasq verstarb 1769 kinderlos und der Léoville-Besitz ging in die Erbgemeinschaft von vier Neffen unter dem Vorsitz von Marquis de Las Cases Beauvoir auf. Verwaltet wurde der Besitz noch von Jean-Pierre d'Abbadie sowie von Bernard und  Jean-Joseph d’Alozier. Während der Wirren der französischen Revolution musste der Marquis außer Landes fliehen. Ihm gelang es jedoch, seinen Besitz nicht als Gemeingut (Bien national) zu verlieren. Er trennte sich lediglich von einem knappen Viertel der Flächen, die später von Hugh Barton zu Château Léoville-Barton geformt wurden.
Der Sohn des Marquis, Pierre-Jean de Las Cases, Maréchal de Camps, leitete die Geschicke des verbleibenden Guts ab 1815. Im Jahr 1840 wurde der Besitz im Rahmen der Erbfolge jedoch weiter aufgeteilt. Während Pierre-Jean nahezu zwei Drittel  behielt (Château Léoville-las-Cases), wurde das andere Drittel seiner Schwester Jeanne de Las-Cases übertragen. Durch die Heirat von Jeanne mit Jean-Marie de Poyferré entstand der Name Château Léoville-Poyferré.

### Die Familie Barton
Die Weinbaugeschichte der Familie Barton lässt sich bis in das Jahr 1725 zurückverfolgen. Der junge Ire Thomas Barton (geboren 21. Dezember 1694 in Drunkeeran bei Enniskillen im County Fermanagh; gestorben 18. Oktober 1780) siedelte mit seiner Familie in die Gegend von Bordeaux über und gründete einen Weinhandel. Er belieferte insbesondere den holländischen und den irischen Markt. Bereits im Jahr 1728 exportierte er 2700 Fass Wein, und im Jahr 1745 war er der bedeutendste Weinhändler von Bordeaux. Seine Geschäftserfolge ermöglichten es dem French Tom genannten Barton mit Château Le Bosq in Saint-Estèphe ein eigenes Weingut zu erwerben.
Sein Enkel Hugh Barton (1766–1854) dynamisierte den Handel weiter, indem er sich mit dem französischen Reeder Daniel Guestier zusammentat. Guestier betrieb das Schiff Le Grand Nancy, dass aufgrund seiner Schnelligkeit die englische Seeblockade vor der französischen Küste durchbrechen konnte. Daher konnte das Handelshaus Barton & Guestier den Handel mit Wein nahezu unbeschadet in vollem Umfang weiterführen.
Während der französischen Revolution musste Hugh Barton nach einem kurzen Gefängnisaufenthalt im Jahr 1793 das Land aus Sicherheitsgründen verlassen und sein Partner Guestier führte das Geschäft zeitweise allein. Nach der Rückkehr von Hugh kaufte er im Jahr 1821 das Château Langoa-Barton und nur fünf Jahre später erwarb er einen Teil des Léoville-Besitzes und gründete Château Léoville-Barton.